# 명현수
명현수(본명: 명광천, 1964년 8월 13일 ~ )은 대한민국의 가수이다.

## 수상
- 1989년 목포가요제 금상 수상

## 데뷔
- 2007년 1집 앨범 '내꺼야'

## 음반
- 2007년 내꺼야